# Krahulov
Krahulov település Csehországban, a Třebíči járásban. Krahulov Stařeč, Čechočovice, Třebíč, Hvězdoňovice és Petrovice településekkel határos. Lakosainak száma 291 fő (2024. január 1.).

## Népesség
A település lakosságának változását az alábbi diagram mutatja:
| Lakosok száma | 281  | 290  | 293  | 332  | 257  | 233  | 272  | 288  | 277  | 291  |
|               | 1869 | 1890 | 1921 | 1950 | 1980 | 2001 | 2017 | 2019 | 2022 | 2024 |